# Tuning-Nunatak
Der Tuning-Nunatak ist ein kleiner und felsiger Nunatak im westantarktischen Marie-Byrd-Land. In der Ohio Range der Horlick Mountains ragt er 1,5 km nördlich des Darling Ridge auf.
Eine Mannschaft des United States Antarctic Research Program zur Erkundung der Horlick Mountains nahmen im Dezember 1958 Vermessungen vor. Das Advisory Committee on Antarctic Names benannte ihn 1962 nach Preston O. Tuning, Meteorologe auf der Byrd-Station im Jahr 1960.